# B・チャンス・サルツマン

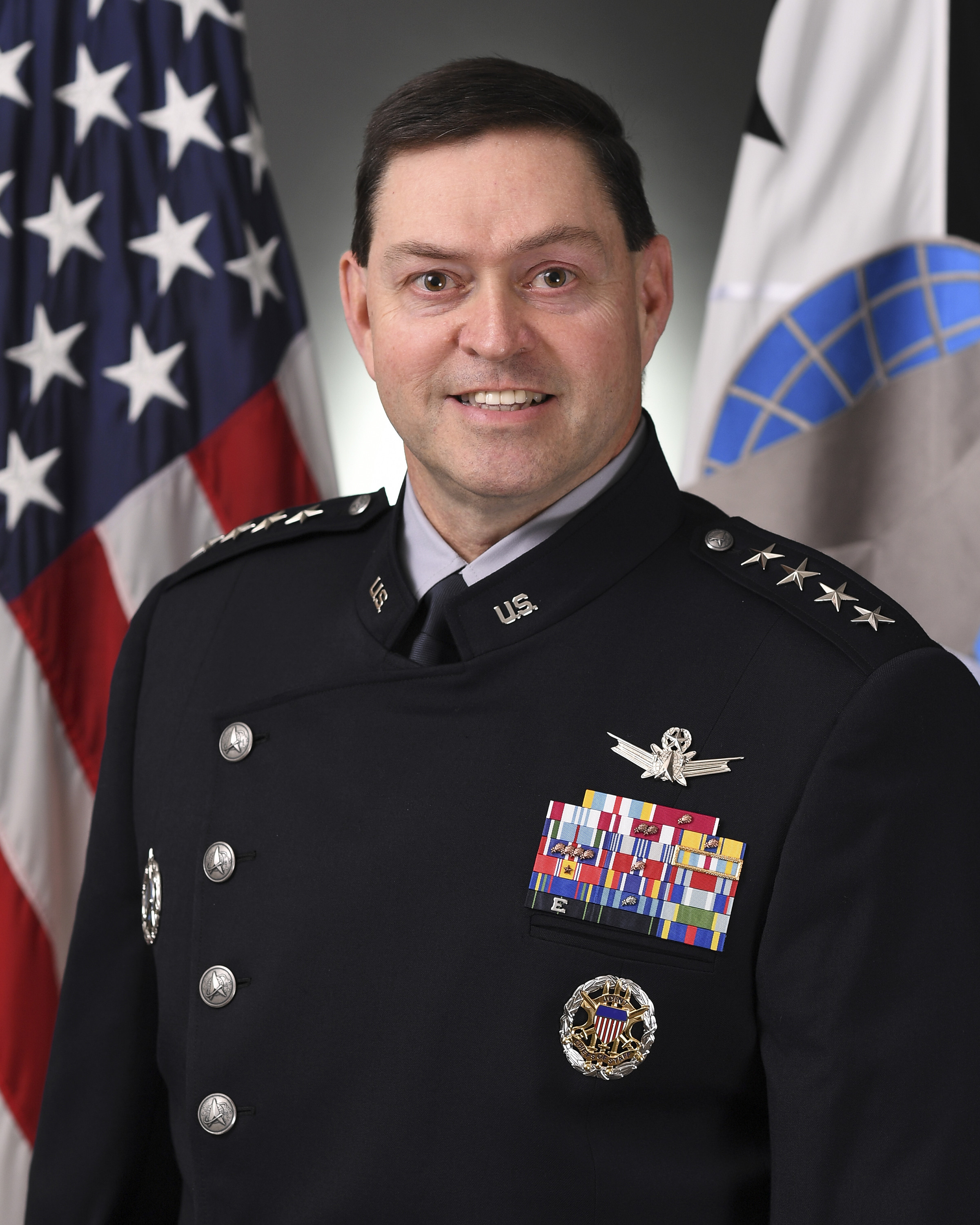
B・チャンス・サルツマン宇宙軍大将

B・チャンス・サルツマン（B. Chance Saltzman）は、アメリカ合衆国の空軍軍人、宇宙軍軍人。第2代宇宙軍作戦部長を務める。階級は宇宙軍大将（General）。

## 経歴
ケンタッキー州出身。ボストン大学卒業後、アメリカ空軍入隊。後にジョージ・ワシントン大学経営大学院修了。
空軍士官として、ミニットマンIII発射士官、アメリカ国家偵察局衛星通信士、第614宇宙作戦飛行隊（614th Space Operations Squadron）、第1宇宙管制飛行隊（1st Space Control Squadron）、スペース・デルタ4（Space Delta 4）、スペース・デルタ20（Space Delta 20）各司令官を歴任した。
2020年に新設されたアメリカ宇宙軍に転属し、宇宙軍中将となる。
作戦・サイバー・核担当宇宙作戦副部長（Deputy Chief of Space Operations for Operations, Cyber, and Nuclear）を経て、宇宙軍作戦部長に就任した。
2023年9月25日、日本の木原稔防衛大臣を表敬訪問した。